# Vittsjöbosjön
Vittsjöbosjön är en sjö i Bollnäs kommun i Hälsingland och ingår i Testeboåns huvudavrinningsområde. Sjön är 4,9 meter djup, har en yta på 0,354 kvadratkilometer och befinner sig 373,2 meter över havet.

## Delavrinningsområde
Vittsjöbosjön ingår i det delavrinningsområde (677845-151689) som SMHI kallar för Utloppet av Vittsjöbosjön. Medelhöjden är 378 meter över havet och ytan är 0,84 kvadratkilometer. Det finns inga avrinningsområden uppströms utan avrinningsområdet är högsta punkten. Vattendraget som avvattnar avrinningsområdet har biflödesordning 3, vilket innebär att vattnet flödar genom totalt 3 vattendrag innan det når havet efter 98 kilometer. Avrinningsområdet består mestadels av skog (58 procent). Avrinningsområdet har 0,35 kvadratkilometer vattenytor vilket ger det en sjöprocent på 42 procent.